# Kazdanga socken
Kazdanga socken (lettiska: Kazdangas pagasts) är ett administrativt område i Aizpute kommun, Lettland.